# Erasmus Montanus
Erasmus Montanus je komedie, která se řadí mezi díla prvního období dramatických snah Ludviga Holberga. Do tohoto období spadají jeho komedie napsané do roku 1723. Jedna z nejúspěšnějších a nejhranějších her skandinávského dramatika vznikla roku 1722, avšak publikována byla až v roce 1731, kdy vyšla jako součást pátého svazku komedií (Den danske skueplads, Dánské jeviště).
Svého prvního uvedení se hra dočkala v roce 1747. Původně se měla jmenovat Johannes Montanus eller Hans Berg (Johannes Montanus neboli Hans
Berg). Holberg tím mířil na svého univerzitního kolegu Hanse Grama, který kritizoval jeho tvorbu.
Holberg působil v době francouzského klasicismu, který kladl na formu dramatu závazné požadavky. Holberg bývá také nazýván dánským Molièrem. Jeho komedie, zejména v prvním období, skutečně nesou strukturní podobnosti s Molièrovým dílem (Jeppe z Vršku, Erasmus Montanus, Jean de France). Holberg však svou inspirací Molièra neimitoval, nýbrž vybíral pouze prvky, které považoval za užitečné a ty pak zasazoval do dánského prostředí své doby. Mezi další vlivy, které jeho dramatickou tvorbu ovlivnily, můžeme zařadit commedii dell´arte, ale zejména u způsobu charakterizace postav byl rozeznatelný rovněž vliv Shakespeara.
V případě Erasma Montana vytvořil Holberg charakterovou komedii v pěti dějstvích, jejímž těžištěm je přesně definovaný lidský typ s konkrétními vlastnostmi. Místo dramatu je blíže nespecifikované, ale během jeho průběhu se nemění. Hra je situována do venkovského prostředí kdesi na Sjællandu.
Hra samotná tematicky čerpá z tehdejšího univerzitního prostředí, ale Holberg ji zároveň adresuje běžnému publiku. Také proto je toto prostředí vystaveno na kontrastu se selským životem, ve hře reprezentovaným Erasmovou rodinou.

## Děj
Z dopisu předčítaného sedlákem Jeppem z Hůrky v úvodu prvního dějství se dozvídáme o příjezdu jeho syna Rasmuse Hůrky (Rasmus Berg). Ústřední postava Holbergovy komedie se vrací z nákladných studií na univerzitě v Kodani domů na prázdniny. Ihned po svém příjezdu začíná používat latinskou podobu svého jména Erasmus Montanus a vyžaduje tuto honosnou formu oslovení od všech ostatních počínaje svým bratrem. Toto latinské jméno nejenže tvoří titul samotného dramatu, vyjadřuje také charakter hlavní postavy a přesně vymezuje téma celé hry.
Erasmus se snaží téměř okamžitě prokázat kvality nabyté studiem a vyhledává možnost disputace nad nepřeberným množstvím absurdit. Jeho názorovým oponentem je od počátku kostelník Per. Zářným příkladem je Montanova obhajoba tvrzení, že jeho matka je kámen či že kostelník je kohout. Tvrzením, které vzbudí nejvíce vzruchu, je jeho prohlášení o kulatosti země. Charakterovým protikladem je Montanovi jeho bratr Jakub, jenž je ztělesněním selského rozumu a praktického uvažování obecně. 
Erasmovo lpění na neustálém vyhledávání nových témat, které musí být prodiskutovány, jej přivádí do problémů s vlastními rodiči a zejména s otcem své snoubenky Bětky Jeronýmem. Ten podmíní své svolení ke sňatku tím, že se Erasmus musí vzdát svého tvrzení o kulatosti země a jejím obíhání okolo slunce. Závěrečný obrat ve vývoji děje nastává v posledním pátém dějství, kdy se Erasma podaří lstí naverbovat do armády. Tím je zahnán do kouta a dostává na výběr. Buď opustí s armádou rodinu i své blízké, anebo ustoupí od svých názorů, což mu zajistí Bětčinu ruku. Erasmus nakonec poprvé volí selským rozumem a poučen upřednostní sňatek se svojí snoubenkou.

## Postavy
- Montanus; Jeppe Hůrka, jeho otec; Nilla, jeho matka; Bětka, Montanova
- nevěsta; Jeroným, její otec; Magdaléna, její matka; Jakub, Montanův bratr;
- kostelník Per; pojezdný Jesper; poručík; kaprál Niels[1]

Postavou povýšeného a venkovským světem pohrdajícího Erasma demonstruje Holberg prázdnost a nabubřelou pseudoučenost tehdejšího univerzitního studenta. Erasmus nezná jiný svět, než který nalezl na studiích v podobě logiky a umění disputace, kterému se naučil. Tvrdohlavým lpěním nad disputačním sylogizování se vzdaluje nejen své rodině, ale i své snoubence Bětce.
I přesto, že je postava Erasma hlavním hrdinou, ve hře vystupuje ještě několik dalších důležitých postav. V prvé řadě je to osoba jeho otce Jeppeho. Jeppe je v této hře svobodný sedlák, který svého syna pošle na studia. Tuto postavu vytvořil Holberg na základě své znalosti norské společnosti, neboť v Dánsku byl sedlák stále poddaným a nevlastnil žádnou půdu.
Velmi důležitým kontrastním obrazem Erasma je jeho bratr Jakub, který symbolizuje člověka řídícího se prostým selským uvažováním a zároveň reprezentuje Holbergův racionalismus a fyziokratismus. Jednou z epizodních postav je také Per, který představuje laického duchovního, v podstatě pouhého kostelníka, spravujícího zcela nenáročné starosti prostých obyvatel. Ve skutečnosti je kostelník hloupý a pouze předstírá, že umí dobře latinsky. Přesto, že je Erasmus hlavním hybatelem zápletky, není to on, kdo učiní přítrž jeho pseudoučenosti. Tato role připadne poručíkovi, jemuž se podaří lstí naverbovat Montana na vojnu.
Postava Erasma je ambivalentní. Na jedné straně přináší Erasmus na venkov pokrokové myšlenky a snaží se je předat vesničanům. Avšak i prostý dánský venkovan žádal pro své přesvědčení pádné argumenty, které mu ale povrchní formalista a sofista Erasmus poskytnout nemohl. Oproti jiným Holbergovým hrám zde neplatí stálost a neměnnost jím vytvořeného typu. Na konci hry, po volbě mezi Bětkou a armádou, se Erasmus kaje ze svého předchozího chování a uznává svou chybu.
Text ozvláštňuje také množství slovních hříček a jazykových nedorozumění, což vyplývá z častého užívání latinských slov a frází. Tato nedorozumění jsou ponejvíce patrná v dialogu mezi Erasmem a jeho rodiči. Například Montanovu větu „ale moje metaphysica, moje logika jsou mi přednější,“ si jeho matka Nilla chybně vyloží, domnívajíc se, že jde o synovy známosti. Erasmův zdánlivě učený a precizní řečnický styl je ve skutečnosti povrchní a plytký. Tento jeho způsob mluvy a vystupování je ve hře konfrontován s poznámkami vesničanů, jež se opírají o praktické uvažování a jsou věcnější než Erasmovy prázdné disputace.
Holbergovou předností, patrnou nejen v této komedii, je schopnost detailně a důvěryhodně vystihnout prostředí a život v soudobém Dánsku. Autor se prostřednictvím této hry opět vrací k obrazu sedláka (viz komedie Jeppe z vršku).
Postavou Erasma Montana se Holberg vyjadřuje rovněž ke kvalitě a struktuře tehdejšího vzdělávání. Kritice je tak vystaven přístup univerzitních profesorů v Kodani, jež dle Holberga, beze smyslu marnili svůj čas planými disputacemi. Nepřímo satiricky nahlíží také tehdejší systém scholastických univerzit obecně. Erasma popisuje jako produkt takového způsobu vzdělávání, a také jako člověka, který pod tímto vlivem zapomíná na svůj původ.

## Uvedení
Erasmus Montanus byl nejprve hrán německy, a to v Hamburku v roce 1742. V Československu byla tato hra poprvé uvedena v roce 1959. Ve formě scénického čtení ji v Městské lidové knihovně nastudoval Karel Svoboda. V hlavních rolích se představili: Lubomír Lipský (Erasmus), Jaroslava Skorkovská (Nilla), Karel Beníško (Jeppe Hůrka) a Josef Kemr (kostelník Per).

## České překlady
- Køllnová-Ehrmannová, Božena 1958